# برده علي السفلى
قرية برده علي السفلى (بالكردية: بەردەعەلی خواروو)‏ هي إحدى قرى ناحية قورة تو في قضاء خانقين ضمن الحدود الإدارية لمحافظة السليمانية لأنها ضمن مناطق إدارة كرميان في إقليم كردستان العراق.